# سائق التاكسي
سائق التاكسي (بالإنجليزية: Taxi Driver)‏ هو فيلم دراما وقصة صدر في 1976 من إخراج مارتن سكورسيزي ومن بطولة روبيرت دي نيرو وجودي فوستر. تدور قصة الفيلم حول نيكول بيكل (روبيرت دي نيرو) سائق التاكسي وجندي سابق في البحرية خلال حرب فيتنام، يريد تنقية مدينته من الفساد الذي انتشر فيها وبثورة غاضبة منه لا يتبقى أحد من هؤلاء الذي يشعر بأنهم هم السبب في هذا الفساد.
يعد الفيلم من قبل النقاد والمخرجين والجمهور على حد سواء، واحد من أعظم الأفلام على الإطلاق. رشح الفيلم لأربعة جوائز أوسكار، من ضمنها أفضل فيلم. وحصل على جائزة السعفة الذهبية في مهرجان كان السينمائي. معهد الفيلم الأمريكي صنف سائق التاكسي في المركز ال52 في قائمة أعظم 100 فيلم أمريكي. في عام 1994 تم اختياره من اجل حفظه ضمن سجل الأفلام الوطنية من قبل مكتبة الكونغرس الأمريكية، لكونه أثر «حضاري وتاريخي أو جمالي».

## القصة
«ترافس بيكل» جندي بحرية سابق، يبلغ من العمر 26 عاما. شاب وحيد ومكتئب يعيش في مدينة نيويورك. يقرر العمل كسائق تاكسي للتغلب على الأرق المزمن الذي يعاني منه. يوصل زبائنه كل ليلة في أرجاء المدينة. يقضي أيضا جزءا من الليل في دور عرض الأفلام الإباحية، ويحافظ على هذا الروتين. تلفت نظره فتاة اسمها «بيتسي» إحدى المتطوعات لدى حملة السيناتور والمرشح الرئاسي «تشارلز بالاتين». يشاهد ترافس من خارج المبنى الفتاة وهي في حوار مع أحد الموظفين، يدخل «ترافس» متجها إلى مكتب الفتاة ليتطوع في الحملة، ثم يطلب منها الخروج لتناول القهوة. في موعد آخر، يأخذها إلى مشاهدة فيلم جنسي، الأمر الذي أغضبها وجعلها تعود إلى منزلها. يرسل إليها باقة ورد لإرضائها لكن المحاولة تبوء بالفشل. يقرر أن يقتحم مقر عملها ثم يطرده أحد الموظفين.
يلتقي «ترافس» بأحد زملاء المهنة، سائق التاكسي «ويزرد»، ويبوح له بأفكاره التي بدأت تتحول إلى العنف. يخبره «ويزرد» بأن لا يقلق وأن الأمور ستكون بخير ثم يتركه مع أفكاره الهدامة. يشعر «ترافس» بالاشمئزاز والضيق من الفساد والخلل والبغاء المنتشر في مدينته. ويقرر إيجاد حل ليأسه من تلك الأمور بأن يبدأ في برنامج لياقة بدنية. يستعين بأحد سائقي التاكسي للوصول إلى أحد تجار السلاح غير الشرعيين، ويبتاع منه مجموعة من الأسلحة. يتدرب ترافس في بيته على استخدام أسلحته ويصمم طريقة لإخراج المسدس وإخفائه بسرعة. ذات ليلة، يذهب «ترافس» إلى البقالة وإذ بعملية سطو مسلح تحدث فيقوم بإطلاق النار على المهاجم وقتله. يتحمل صاحب البقالة مسؤولية الحادث ويأخذ المسدس. قبل ذلك، كانت الطفل البغي «إيريس» قد ركبت سيارة «ترافس»، وحاولت الهرب من القواد «سبورت». لكن «سبورت» جرها من السيارة ورمى ورقة نقدية على «ترافس». تلك الورقة ظلت تذكر «ترافس» بالبغي وبمظاهر الفساد الأخرى التي تجري حوله. في وقت لاحق، يذهب «ترافس» إلى بيت الدعارة التي تعمل فيه «إيريس» ويختارها بالذات، لكنه لا يضاجعها بل يحاول ثنيها عن الاستمرار في طريق الدعارة. يفشل كليا في محاولة تغيير مسارها، لكنها توافق على مقابلته من الغد على الإفطار.
يترك «ترافس» رسالة إلى «إيريس» في شقته يقول فيها أنه سيموت قريبا ويترك لها نقودا حتى تعود إلى بيتها. يقص «ترافس» شعره على طريقة الموهوك. ثم يذهب إلى أحد التجمعات الانتخابية في محاولة لاغتيال السيناتور «بالاتين»، لكن أفراد الأمن السري يكتشفون أمره حين أدخل يده إلى جيب سترته ثم يطاردونه. يهرب «ترافس» منهم، ثم يذهب للهجوم على مقر الدعارة الذي يديره «سبورت». يجري قتال عنيف دموي ينتهي بقتل «ترافس» لـ«سبورت» وباقي أفراد بيت الدعارة. يصاب «ترافس» بإصابات خطيرة من عدة طلقات. تشاهد «إيريس» القتال وتصرخ بهستيرية ويتملكها الخوف وتطلب من «ترافس» التوقف عن القتل. بعد المذبحة، يحاول «ترافس» الانتحار لكن ذخيرته كانت قد نفدت، فيستلقي على الأريكة حتى أتت الشرطة. حين قدمت الشرطة وضع إصبعه السبابة على رأسه على شكل مسدس بشكل يوحي بإطلاقه النار على نفسه.
يتعافى «ترافس» من جراحه ويعود إلى عمله. تكتب الصحف التقارير والأخبار عن بطولته وإنجازه بدحر الأشرار. يتلقى رسالة من والد «إيريس» يشكره فيها على إنقاذ حياة ابنته ويخبره أن ابنته عادت إلى منزلها وأنها عادت إلى المدرسة. بعد ذلك يلتقي مع «بيتسي» من جديد ويوصلها إلى بيتها. تحاول دفع ثمن التوصيلة، لكن «ترافس» يبتسم ويصفر عداد التاكسي ويذهب.

## طاقم التمثيل
- روبرت دي نيرو بدور «ترافس بيكل».
- سايبل شيبرد بدور «بيتسي».
- بيتر بويل بدور «ويزرد».
- جودي فوستر بدور «إيريس».
- هارفي كيتل بدور «سبورت».
- ألبيرت بروكس بدور «توم».

## الجدل حول الفيلم
بعد العرض الأول للفيلم، اعتبر عدد من النقاد أن مشاهد العنف مبالغ فيها. وحتى يتفادى أن يصنف الفيلم بتصنيف (R)، قام المخرج سكورسيزي بإعادة تلوين مشاهد الدماء، بحيث تظهر الدماء فيها بشكل باهت وغير واضح. وفي مقابلات صحفية لاحقة مع سكورسيزي، ذكر أنه مسرور بتغيير الألوان الذي جرى، وأن ذلك التغيير كان إيجابيا وأن المشاهد المعدلة أفضل من الأصلية، التي ضاعت ولم تعد موجودة.
بعض النقاد علق على ظهور الممثلة جودي فوستر ذات ال12 عاما في مشاهد إطلاق النار. لكن فوستر تقول أنها كانت موجودة أثناء إعداد وتحضير الخدع البصرية للمشهد، وأنه قدم تم إيضاح وشرح العملية كاملة لها خطوة خطوة. بل إن فوستر تقول أنها كانت مستمتعة خلف الكواليس أثناء التحضيرات لذلك المشهد. زيادة على ذلك، قبل أن يتم إسناد الدور لفوستر، تم عرضها على طبيب نفسي للتأكد من عدم حدوث صدمة نفسية لها إذا أدت الدور.
أثر فيلم سائق التاكسي بشكل خيالي جدا على جون هينكلي جونيور، الشخص الذي حاول اغتيال الرئيس الأمريكي ريغان عام 1981. لم يجد القضاء جون هكلي مذنبا لأنه مجنون. صرح هكلي في حينها أنه قام بذلك العمل من أجل إثارة إعجاب الممثلة جودي فوستر. حتى أنه قام بقص شعره بطريقة موهوك، كما فعل «ترافس» تماما في الفيلم. كذلك قام محاميه أثناء الدفاع بعرض الفيلم على هيئة المحلفين.

## الترشيحات والجوائز
| الجائزة                          | الفئة                           | المرشح                             | النتيجة |
| -------------------------------- | ------------------------------- | ---------------------------------- | ------- |
| مهرجان كان السينمائي             | السعفة الذهبية                  | مارتن سكورسيزي                     | فوز     |
| جائزة مجلة هوشي اليابانية        | أفضل فيلم أجنبي                 | مارتن سكورسيزي                     | فوز     |
| جمعية نقاد السينما في لوس أنجلوس | أفضل ممثل                       | روبرت دي نيرو                      | فوز     |
| جمعية نقاد السينما في لوس أنجلوس | أفضل موسيقى تصويرية             | برنارد هيرمان                      | فوز     |
| جمعية نقاد السينما في لوس أنجلوس | أفضل ممثلة صاعدة أفضل مخرج صاعد | جودي فوستر مارتن سكورسيزي          | فوز     |
| جوائز الأوسكار                   | أفضل ممثل                       | روبرت دينيرو                       | رُشِّح     |
| جوائز الأوسكار                   | أفضل ممثلة                      | جودي فوستر                         | رُشِّح     |
| جوائز الأوسكار                   | أفضل موسيقى تصويرية             | برنارد هيرمان                      | رُشِّح     |
| جوائز الأوسكار                   | أفضل فيلم                       | مايكل فيليبس جوليا فيليبس          | رُشِّح     |
| جوائز الأكاديمية البريطانية      | أفضل موسيقى تصويرية             | برنارد هيرمان                      | فوز     |
| جوائز الأكاديمية البريطانية      | أفضل ممثلة مساعدة               | جودي فوستر                         | فوز     |
| جوائز الأكاديمية البريطانية      | أفضل ممثلة صاعدة                | جودي فوستر                         | فوز     |
| جوائز الأكاديمية البريطانية      | أفضل ممثل                       | روبرت دي نيرو                      | رُشِّح     |
| جوائز الأكاديمية البريطانية      | أفضل مخرج                       | مارتن سكورسيزي                     | رُشِّح     |
| جوائز الأكاديمية البريطانية      | أفضل فيلم                       |                                    | رُشِّح     |
| جوائز الأكاديمية البريطانية      | أفضل مونتاج                     | مارسيا لوكاس توم رولف ميلفن شابيرو | رُشِّح     |
| جائزة النقاد اليابانية           | أفضل فيلم أجنبي                 | مارتن سكورسيزي                     | فوز     |
| جائزة ديفيد دي دوناتيلو          | الجائزة الممتازة                | جودي فوستر                         | فوز     |
| جائزة ديفيد دي دوناتيلو          | الجائزة الممتازة                | مارتن سكورسيزي                     | فوز     |
| جائزة نقابة المخرجين الأمريكيين  | أفضل إخراج                      | مارتن سكورسيزي                     | رُشِّح     |
| جوائز غولدن غلوب                 | أفضل فيلم درامي                 | روبرت دي نيرو                      | رُشِّح     |
| جوائز غولدن غلوب                 | أفضل سيناريو                    | بول شريدر                          | رُشِّح     |
| جائزة غرامي                      | أفضل موسيقى تصويرية             | برنارد هيرمان                      | رُشِّح     |
| جائزة مجلة كينما اليابانية       | أفضل مخرج لفيلم أجنبي           | مارتن سكورسيزي                     | فوز     |